# Parapenaeus longipes
Parapenaeus longipes är en kräftdjursart som beskrevs av Alcock 1905. Parapenaeus longipes ingår i släktet Parapenaeus och familjen Penaeidae. Inga underarter finns listade i Catalogue of Life.